# الجربة (المفلحي)

تعديل مصدري - تعديل

الجربة هي إحدى قرى مديرية المفلحي بمديرية المفلحي التابعة لمحافظة لحج، بلغ تعداد سكانها 987 نسمة حسب تعداد اليمن لعام 2004.